# Алешовец, Якоб
Якоб Алешовец (словен. Jakob Alešovec, 24 июля 1842, Скаручна, Водице — 17 октября 1901, Лайбах, Герцогство Крайна) — словенско-австрийский писатель и драматург. До 1866 года Алешовец писал по-немецки, но позже перешёл на словенский язык. Он писал рассказы о путешествиях, сказки, народные пьесы и сатирические произведения, а также первый словенский детектив.

## Работы
- Iz sodnijskega življenja (1875) – Из жизни судей
- Kako sem se jaz likal (1884) – Как я гладил себя